# 内藤弌信
内藤 弌信（ないとう かずのぶ）は、江戸時代前期から中期にかけての大名。越後国村上藩初代藩主。官位は従四位下・豊前守。

## 生涯
万治元年（1658年）、内藤信光（家祖内藤信成の次男・内藤信広（旗本5000石、一時は大名だった）の子）の子として江戸にて誕生した。生母は前川氏と記すものがあるが（『村上郷土史』77頁）「寛政重修諸家譜」は「某氏」、国立公文書館蔵「内藤家譜」は「家女」とする他に所見がない。
寛文7年（1667年）に徳川家綱に初めて御目見し、のち延宝元年（1673年）に棚倉藩主・内藤信良の養子となる。同年従五位下・紀伊守となり、翌2年（1674年）11月16日に家督を継いだ。
宝永2年（1705年）、所領を駿河国・遠江国内に移されて田中城を居所としたが、正徳2年（1712年）５月15日に大坂城代となり、従四位下に叙せられ豊前守に改めた。享保5年（1720年）9月19日、越後国岩船・蒲原・三島3郡に移されて村上城に住した。
享保10年（1725年）2月18日に養父・信良が晩年に儲けた信輝に家督を譲った。しかし同年に信輝が死去したため、その子の信興が跡を継いだ。享保15年（1730年）に江戸で死去した。享年73。
葬地は小石川無量院（廃寺）とされている（「寛政重修諸家譜」）。墓所は新潟県村上市の天徳寺に移されている。

## 系譜
子女は「寛政重修諸家譜」が掲げるのは養子「信輝」を除いた6男3女である
父母
- 内藤信光（実父）
- 内藤信良（養父）

正室、継室
- 太田資次の娘（正室）
- 品 ー 毛利綱広の娘（継室）

子女
- 内藤信盛（長男）早世につき絶家[2]
- 中坊秀孝（次男）[3]
- 京極高長（三男）[4]
- 内藤信庸（六男）旗本家を継承[5]
- 豊松、生母は品（継室）
- 男子、生母は品（継室）
- 娘
- 娘
- 内藤信輝の養女後に相馬徳胤の正室[6]

養子
- 内藤信輝 ー 内藤信良の三男

## 系図
太線は実子、細線は養子。
```
 
内藤信成

　　┣━━━━━━━━━━━━━━━━━━━━━━━━━━━━━━┓
　 
信正
　　　　　　　　　　　　　　　　　　　　　　　　　　　　
内藤信広
（旗本）
　　┃　　　　　　　　　　　　　　　　　　　　　　　　　　　　　　┃
　 
信照
（
棚倉藩
）　　　　　　　　　　　　　　　　　　　　　　　　
信光

　　┣━━━━━━━━━━━━━━━━━━┓　　　　　　┏━━━━╋━━━━┓
　 
信良
　　　　　　　　　　　　　　　　
内藤信全
（旗本）
弌信
　  　
信清
　　　
信之

　　┝━━━━━━━━┓　　　　　　　　　｜　　　　（棚倉藩へ）　｜
　 
弌信
（
村上藩
）　 
信輝
（
弌信
養子）　　 
信有
　　　　　　　　　　
信之

　　｜　　　　　　　　　　　　　　　　　　┃　　　　　　　　　　　｜
　　┝━━━━━┳━━━┳━━━┓　　　 
信朋
　　　　　　　　　　
信盛
（絶家）
　 
信輝
　 　　　┃　　　┃　　　┃　　　　｜
　　┃　　　　 
信盛
　　 ┃　　 
信庸
　　　
信庸

　 
信興
　　　　　　　　 ┃
　　┣━━━━┓　　　　┃
　 
信旭
　　　
信凭
　　
京極高長
```